# Palazzo Carcasson

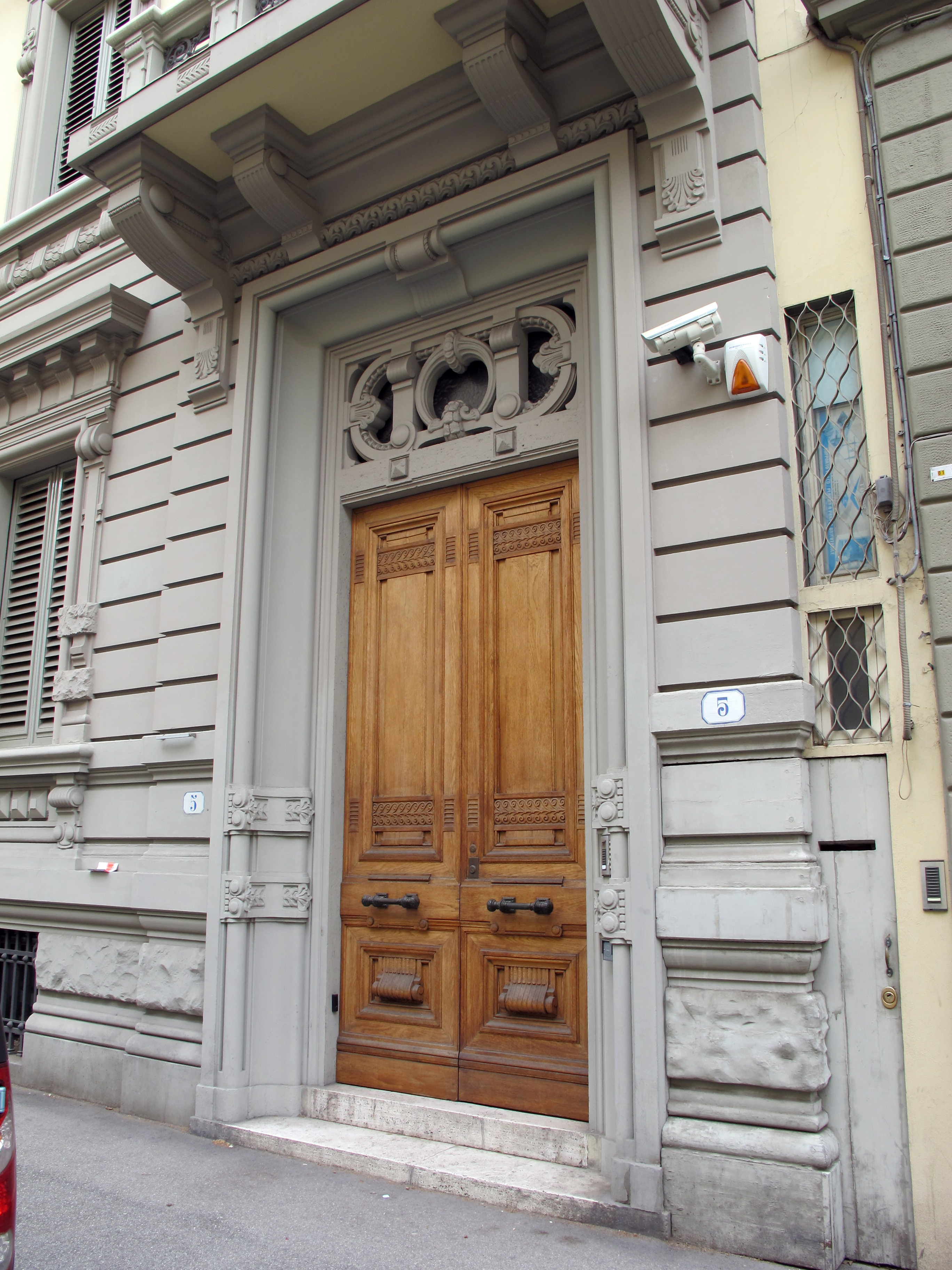
Il portale

La palazzo Carcasson è un edificio di Firenze, situato in via Vittorio Alfieri 5.

## Storia e descrizione
L'edificio presenta un fronte su quattro assi per tre piani, il portone d'ingresso decentrato sul quarto asse di destra, arricchito da un balcone e da una profusione di bugne e decori in pietra artificiale secondo quel gusto eclettico diffuso ai primi del Novecento per il quale è stata coniata la denominazione di 'eclettismo di ritorno'.
Sul lato sinistro è, segnato col numero 3, il cancello carrabile che immette in un piccolo spazio a verde che si estende anche sul retro.
Come documentato da una pubblicazione del tempo la palazzina è riconducibile a un progetto dell'ingegnere Enrico Carcasson, che l'avrebbe eretta nel 1903 quale propria residenza. Attualmente, restaurata e ulteriormente valorizzata, è sede del Centro Direzionale Alfieri.